# Mychajlo Semenko
Mychajlo Vasyljovič Semenko (ukrajinsky: Миха́йло Васи́льович Семе́нко; 31. prosince 1892, Kybynci – 23. října 1937, Kyjev) byl ukrajinský básník, průkopník futurismu a avantgardy v ukrajinské literatuře. Byl aktivním účastníkem hnutí, které se ve 20. letech 20. století snažilo rozejít s oficiální sovětskou kulturní politikou. Je považován za jednu z hlavních postav tzv. popraveného obrození, tedy skupiny ukrajinských umělců a spisovatelů zlikvidovaných či umlčených během stalinských čistek 30. let 20. století.

## Život
Jeho matka Marije Proskurivna byla spisovatelkou. Začínal jako symbolista, ze symbolistického období jeho díla je nejvýznamnější sbírka Preludia z roku 1913. Již v roce 1914, po iniciační návštěvě recitálu ruských futuristů, však vydává svou první futuristickou sbírku Derzannja, která vzbudila skandál. Semenko se na rozdíl od jiného Ukrajince Davida Burljuka však mezi ruské futuristy nezačlenil a stal se na Ukrajině osamělým bojovníkem za estetické ideály futurismu. Jeho pojetí futurismu je někdy označováno za kverofuturismus, což vychází z názvu jeho druhé futuristické sbírky Kverofuturyzm a má naznačit jisté rozdíly oproti ruskému kubofuturismu a egofuturismu (Semenko však později zakládal i nové odnože: revoluční futurismus či panfuturismus). Jeho futurismus má podle literárních historiků blíže k původnímu futurismu Marinettiho.
Provokativně působilo i jeho zavržení kultu Tarase Ševčenka, kvůli čemuž ho zavrhl i historik (a svého času prezident Ukrajinské lidové republiky) Mychajlo Hruševskyj. Po roce 1914 založil Semenko řadu skupin (Aspanfut, Komunkult), avšak nejvýznamnější z nich byla Nova heneracija. Nejvýznamnějším časopisem, který vedl, bylo Mystetstvo. Založil i futuristické nakladatelství Fliamingo. Ve 20. letech spolupracoval i s avantgardní divadelní scénou Berezil, jíž vedl Les Kurbas. V letech 1924 až 1927 pracoval jako šéfredaktor Oděského uměleckého filmového studia. V roce 1925 také produkoval vlastní poetický film Step.
Na konci 20. a na začátku 30. let byla proti jeho dílu zahájena kampaň. Semenko se jí snažil ustoupit, učinil oficiální sebekritiku a slíbil věrnost zásadám socialistického realismu, jediného uměleckého směru, který úzkoprsý stalinistický režim byl ochoten tolerovat. Od roku 1928 tak vydal několik konvenčních sbírek v linii tohoto směru (Ze sovětského deníku, Čína v plamenech). Ani to mu ale nepomohlo a roku 1937 byl zatčen NKVD (jako další stovky ukrajinských umělců v té době). Byl obviněn z členství v ukrajinské fašistické teroristické organizaci (která ve skutečnosti nikdy neexistovala) a z přípravy atentátu na vůdce ukrajinských komunistů Stanislava Kosiora (paradoxně brzy popraveného samotným Stalinem). Byl mučen a ke svým přečinům se pod tíhou tohoto mučení přiznal. Byl pak odsouzen k smrti a popraven v kyjevské věznici NKVD. Pohřben byl v hromadném hrobě v Bykivjanském lese.
V roce 1957 byl rehabilitován.